# Hodschij-Jaqub-Moschee

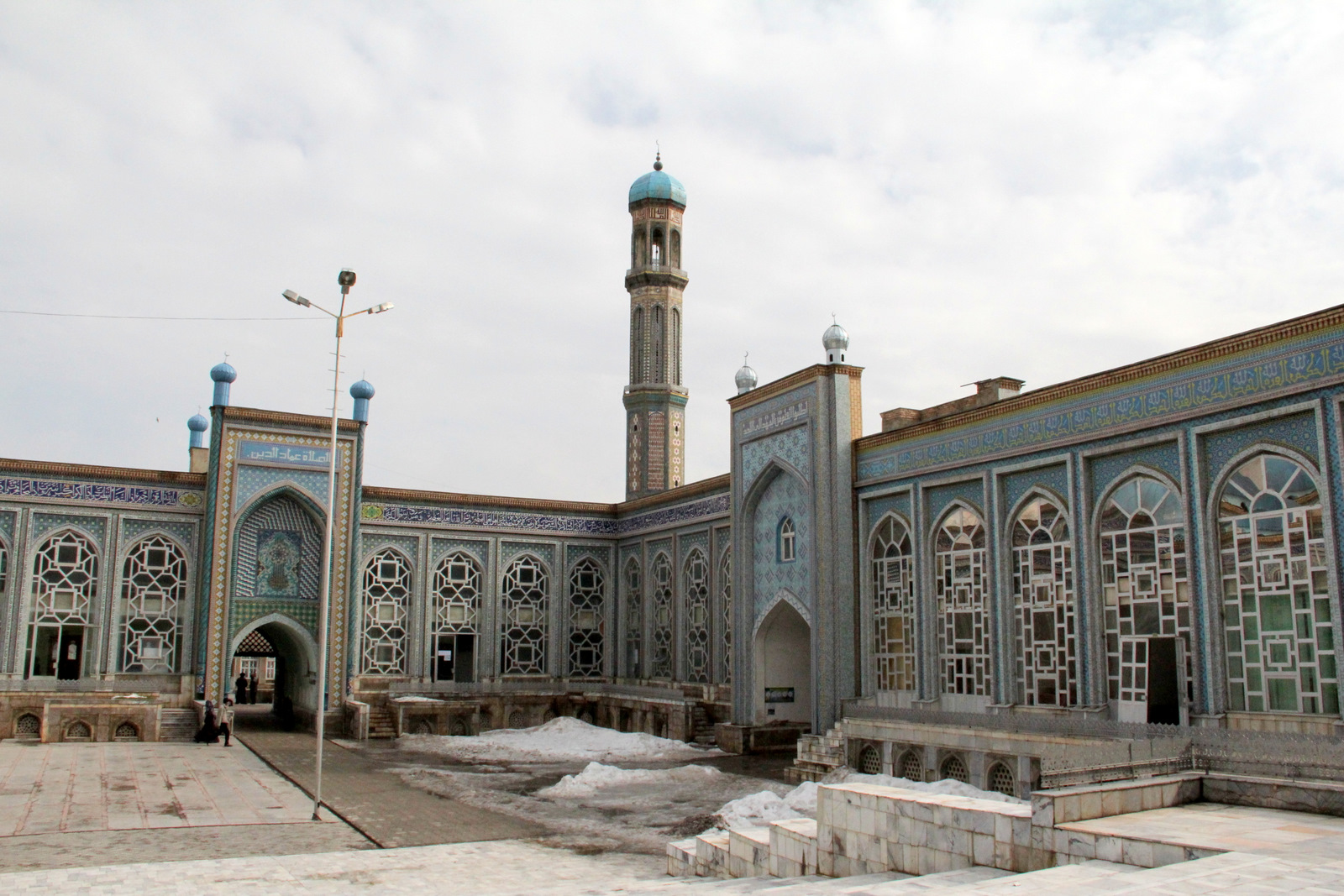
Hodschij-Jaqub-Moschee (Große Moschee von Duschanbe)

Die Hodschij-Jaqub-Moschee (tadschikisch Масҷиди Ҳоҷӣ Яъқуб Masdschidi Hodschij Jaqub) ist die Zentralmoschee der Hauptstadt von Tadschikistan, der Stadt Duschanbe. Sie wurde nach Hodschij Jaqub benannt, einem tadschikischen religiösen Führer, der nach Afghanistan floh.
Die Moschee wurde vor 200 Jahren gegründet und kann bis zu 3000 Menschen aufnehmen. Ihr angegliedert ist eine Madrasa.